# Type A Ko-hyoteki

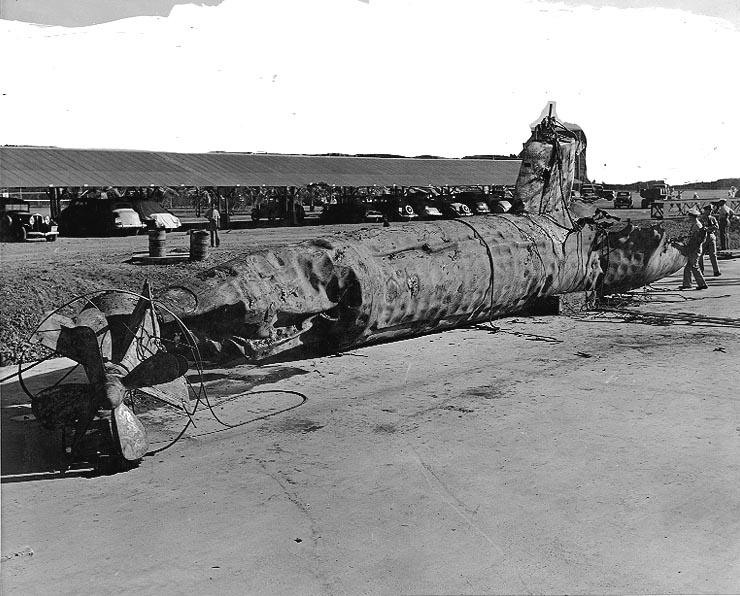
Type A-dwergonderzeeboot

De Type A Ko-hyoteki-dwergonderzeeboot (Japans: 甲標的, Ko-hyoteki) was een klasse van onderzeeboten van de Keizerlijke Japanse Marine tijdens de Pacifische Oorlog in de Stille Oceaan. Ze werden voor het eerst ingezet tijdens de aanval op Pearl Harbor op 7 december 1941.

## Begin Pacificoorlog
Admiraal Chuichi Nagumo's aanvalsvloot was nog 43 uur varen verwijderd van de plaats waar de vliegtuigen van de Japanse vliegkampschepen gelanceerd zouden worden naar Pearl Harbor, voor de verrassingsaanval op de Amerikaanse Pacific-vloot, toen de onderzeevloot op de plaats van bestemming aankwam. Als gevolg van de hoge zeeën hadden de 27 I-klasse onderzeeboten en van het Japanse Type A-klasse dwergonderzeeboten, een verschrikkelijke reis gehad, voordat ze hun posities innamen rondom Pearl Harbor.
De dichtstbijzijnde bevond zich slechts 80 mijl van Oahu. Bij aankomst bij Hawaï mochten de onderzeeërs alleen 's nachts boven water komen; overdag moesten ze op periscoopdiepte blijven liggen.
In vijf van de dwergonderzeeboten maakten de bemanning van de dwergonderzeeërs zich gereed voor de taak die ze in de haven moesten gaan verrichten. Ze gebruikten geurige oliën, alsof ze zich voorbereidden op een rituele harakiri. Negen van hen kwamen om het leven; de enige overlevende was luitenant Kazuo Sakamaki (酒巻和男, Sakamaki Kazuo), die gevangengenomen werd toen zijn vaartuig aan de grond gelopen was. Sakamaki werd krijgsgevangen gemaakt en ondervraagd door de Amerikaanse inlichtingendienst van de United States Navy. Zijn boot staat tentoongesteld als museumboot op Oahu te Hawaï.

## Operaties Japanse dwergonderzeeërs
De dwergonderzeeboten kwamen het eerst in actie. Honolulu was gaan slapen na gesprekken over Kerstmis en president Roosevelts beroep op keizer Hirohito, toen de dwergonderzeeërs in het water werden gebracht.
Op 7 december om 3.45 zag de officier van de wacht aan boord van de mijnenveger USS Condor (AKS-1), die achter de USS Antares (AKS-3), ook een mijnenveger, langzaam naar de havenboom van Pearl Harbor stoomde, in het water voor het schip een verdacht voorwerp. De USS Antares, een doelschip met een logge stalen lichter op sleeptouw, lag te wachten tot de havenboom omhoog zou gaan en de netversperring onder water opzij geschoven zou worden.
Toen de officier van de USS Condor een verrekijker genomen had, zag hij dat het geheimzinnige voorwerp, dat achter de USS Antares aan scheen te varen, een kleine onderzeeër was.
Amerikaanse onderzeeërs mochten zo dicht bij de haven niet onder water varen, en dus had die onderzeeboot daar niets te maken.
De USS Condor waarschuwde de torpedobootjager USS Ward (DD-139), die onmiddellijk in de aanval ging, en terwijl de torpedobootjager op de geheimzinnige dwergboot afstoof, liet een vliegtuig, dat van een patrouillevlucht terugkwam, een rookbom vallen om de positie te markeren.
Toen de USS Ward de afstand tot 100 meter had teruggebracht, opende hij het vuur, miste het doel en wierp dieptebommen uit.
Het was toen 06.35 en terwijl het een beetje licht begon te worden, was de oorlog in de Stille Oceaan begonnen.
Om de USS Antares en USS Condor gelegenheid te geven de haven binnen te varen, moest de versperring tegen 06.00 geopend worden; ze bleef open tot 08.40. Hoewel de USS Ward de ontmoeting die het schip gehad had, onmiddellijk rapporteerde aan het hoofdkwartier van de Amerikaanse Marine, had niemand er bijzonder veel belangstelling voor. Men zat nog te discussiëren toen de eerste torpedobommenwerpers op Oahu kwamen neerhuilen.
Bijna 4 uur was de ingang van Pearl Harbor open, en twee Japanse dwergonderzeeboten glipten binnen.
Het succes van de luchtaanval, die daarna kwam, overschaduwde de vergeefse pogingen van de Japanse onderzeeboten, maar aangezien noch de dwergonderzeeërs, noch de grotere I-boten schade aanrichtten, moet dit deel van Operatie Z als een fiasco worden beschouwd.
Op het hoogtepunt van het luchtgevecht deed zich een nieuw gevaar voor.
Een van de dwergonderzeeboten kwam op 700 meter afstand van het watervliegtuigmoederschip USS Curtiss (AV-4) boven water; op de USS Curtiss was een duikbommenwerper neergestort en het dek was één grote vuurzee.
Kanonnen aan boord van zes schepen openden het vuur, toen de toren van de dwergboot boven water kwam. Maar het vijandelijk vaartuigje werd niet tot zinken gebracht door kanonvuur.
De torpedobootjager USS Monaghan (DD-354) liet twee dieptebommen vallen; daarna nog twee. Dit was het einde voor de Japanse tweekoppige bemanning.
Met de bemanning van twee man er nog in, werd het opengescheurde casco van de dwergonderzeeboot, later bij bergingswerkzaamheden boven water gebracht.
In Pearl Harbor was een nieuwe pier in aanbouw en na een militaire begrafenisdienst werd de dwergonderzeeër in het beton gezet dat nu een deel vormt van de permanente verdedigingswerken van Pearl Harbor.
Nauwelijks was met deze onderzeeboot afgerekend, of er kwam bericht dat een andere op een van de Amerikaanse kruisers afstevende.
De USS Monaghan draaide snel en liet opnieuw twee dieptebommen vallen.
Een olievlek markeerde de plaats waar de tweede dwergonderzeeboot gezonken was.

### Tot besluit
Door dit fiasco van de Japanse onderzeebootdienst in Pearl Harbor, werden de Japanse onderzeeërs even later als bevoorrading-, verkenning- en transportschip ingezet. Later werden ze toch tot doeltreffende onderzeeërs ingezet om geallieerde schepen te kelderen. Menige Japanse I-boot-onderzeeërs gingen soms meedogenloos en driest te werk, alsof ze de schande van hun falen bij Pearl Harbor wilden uitwissen en goedmaken, en toch nog wilden bewijzen aan de Keizerlijke Japanse Vloot, dat ze de I-boten tóch nodig hadden. Zie maar o.a. met de I-8 tegenover de "Nellore" en de "SS Jean Nicolet", en nog andere vrachtschepen...

### Beschrijving
Waterverplaatsing: 40 ton (onder water). - Bemanning: twee man. - Afmetingen: 23,90 meter (o.a.) × 1,85 meter × 1,85 meter. - Machine: een elektromotor van 600 pk (onder water). - Eén schroef. - Snelheid 29-19 knopen. - Bewapening: twee boven elkaar geplaatste torpedolanceerbuizen van 45 cm. - Vóór de torenrand had de A Type-onderzeeboot een zaag voor het doorsnijden van kabels. Deze kabels werden ernaartoe geleid door het voorste anti-mijnentuigdraad.